# Iancu Jianu

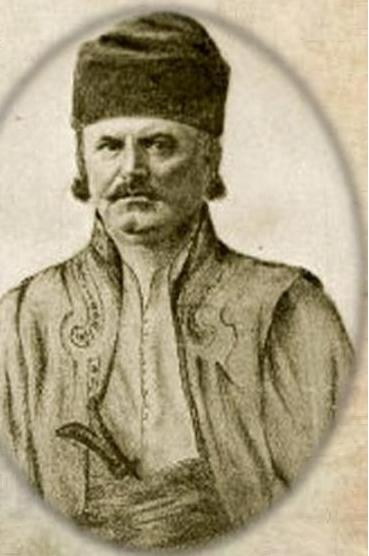
Iancu Jianu, Bild auf dem Cover des gleichnamigen Romans von Paul Constant

Iancu Jianu (rumänische Aussprache: [ˈjaŋku ʒiˈanu]; * 1787 in Caracal, Kleine Walachei; † 14. Dezember 1842 ebenda), auch Ioniță Jianu, war ein walachischer Adliger und  Heiduck.

## Leben
Jianu wurde als jüngster von vier Brüdern in der Bojarenfamilie Jianu geboren. Sein Vater, Costache Jianu, war Paharnic (Militärbeamter) und Ispravnic (Strafverfolgungsbeamter) von Romanați. Obwohl er recht wohlhabend war und Teile von vier Ländereien und 14 Romasklaven besaß, entschied er sich, ein Gesetzloser zu werden, da er sich gegen die Idee wandte, dass die Führung des Landes den Phanarioten statt den örtlichen Bojaren übertragen würde. Laut Petre Vasiliu-Năsturel wurde er zum Heiduck, weil es einen Steuereintreiber gab, der während Iancus Abwesenheit die Einziehung fälliger Steuern durchsetzte. Bei seiner Rückkehr tötete Iancu den Steuereintreiber und wurde zum Ausreißer.
Er organisierte eine Bande von Gesetzlosen, die aus 20 bis 25 Personen bestand, bei seinen Interventionen jedoch normalerweise kleinere Gruppen von 10 bis 12 Personen einsetzte. Das erste bekannte Dokument, in dem Jianu als Heiduck erwähnt wird, stammt vom 6. Mai 1812, als in einem Bericht des Großen Spătar (Feldherr), in dem zwei Gruppen von Gesetzlosen in Romanați erwähnt wurden, darunter die von Jianu.
In den folgenden Monaten wurden Jianu und ein Teil seiner Heiducken gefasst, und am 30. Dezember 1812 befahl der neue Woiwode der Walachei, Ioan Georges Caradja, Jianu an Bukarest zu übergeben, wo er ins Gefängnis geschickt wurde. Auf Intervention seiner Verwandten wurde er begnadigt. Iancu setzte seine Raubüberfälle in Romanați und Dolj fort, und sein Bruder Amza Jianu musste einen Betrag von 1833 Talern in der Staatskasse hinterlegen, der die von seinem Bruder ausgeraubten Personen entschädigen sollte. Am 10. April 1817 schrieb Caradja einen Brief an den Kaymakam von Craiova, in dem es hieß, dass ihm alle seine Missetaten begnadigt würden, aber wenn er seine Taten jemals wiederholen sollte, würde er gehängt werden, sobald er gefasst würde. Dennoch kehrte Iancu in sein Leben als Gesetzloser zurück, er wurde gefasst und zum Tode durch Erhängen verurteilt. Iancu wurde durch einen alten Brauch gerettet, nach dem ein zum Tode verurteilter Mann begnadigt wird, wenn eine edle Frau ihn bittet, ihr Ehemann zu werden, und er akzeptiert. Sultana Gălășescu, eine junge Frau aus dem Gefolge der Prinzessin Ralu, nahm ihn zum Ehemann. Nach der Heirat mit Sultana gab Iancu seine Tätigkeit als Gesetzloser auf und zog sich auf sein Anwesen in Fălcoiu zurück.
Während der Rumänischen Volksaufstands in Moldau und Walachei 1821 meldeten er und seine alte Heiducken-Truppe die Pandur-Armee von Tudor Vladimirescu an. Nachdem er im April 1821 zusammen zum Pandur-Hauptmann ernannt worden war, wurde er nach Silistra geschickt, um Benderli Mehmed Selim Sırrı Pascha davon zu überzeugen, die Intervention gegen Vladimirescu aufzugeben. Er wurde jedoch verhaftet und erst im August 1821 freigelassen, nachdem Tudors Armee unterdrückt worden war.
Nach seiner Rückkehr in die Walachei ließ sich Jianu in Chilii nieder. 1823 wurde der unter dem Vorwurf, versucht zu haben, sich gegen die Behörden zu verschwören, kurzzeitig verhaftet, aber bald wieder freigelassen. Er starb am 14. Dezember 1842 und wurde am nächsten Tag auf dem Friedhof der Kirche der Mutter des Herrn in Caracal beigesetzt. 1910 wurden seine sterblichen Überreste neben das Grab seiner Frau auf den Friedhof von Caracal  überführt.